# Maya Harris

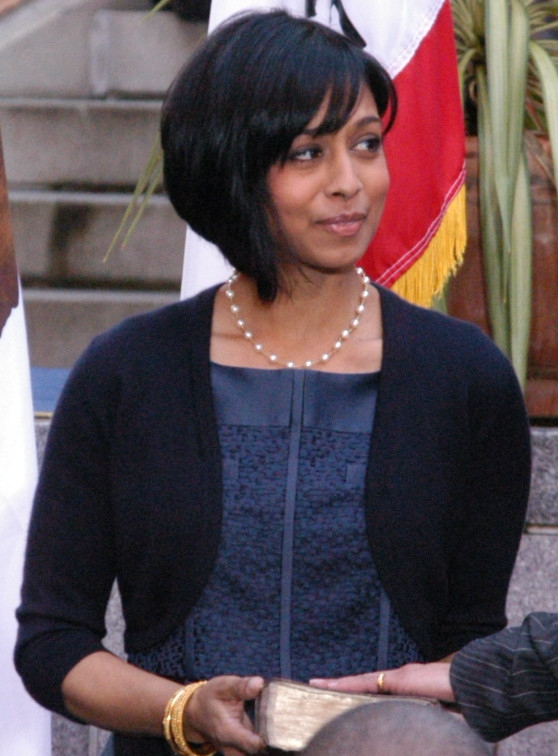
Maya Harris (2011)

Maya Lakshmi Harris (* 30. Januar 1967 in der Champaign-Urbana Metropolitan Area in Illinois) ist eine US-amerikanische Anwältin für Public Policy und Fernsehmoderatorin. Sie ist eine politische Analystin bei dem Nachrichtensender MSNBC und wurde 2015 als eine von drei hochrangigen Politikberatern ernannt, um die Entwicklung einer Agenda für Hillary Clintons Präsidentschaftskampagne 2016 zu leiten. Zuvor war sie Senior Fellow (leitende Wissenschaftlerin) am Center for American Progress. Von 2008 bis zu ihrer jetzigen Position war sie Vizepräsidentin für Demokratie, Rechte und Gerechtigkeit bei der Ford Foundation. Bevor sie der Ford Foundation beitrat, war sie Exekutivdirektorin der American Civil Liberties Union (ACLU) von Nordkalifornien. Vor ihrem Beitritt zur ACLU war die ehemalige Dekanin der juristischen Fakultät der Lincoln Law School of San Jose Senior Associate bei der sozialpolitischen Organisation PolicyLink. Sie hat mehrere Publikationen verfasst, darunter einen Bericht, in dem gemeinschaftszentrierte Polizeipraktiken landesweit hervorgehoben werden, sowie ein Anwaltshandbuch für die Polizeireform. Zuletzt leitete sie den Wahlkampf ihrer Schwester Kamala Harris als Präsidentschafts- bzw. Vizepräsidentschaftskandidatin der Demokraten während der US-amerikanischen Präsidentschaftswahl 2020.

## Herkunft und Bildung
Harris wurde in Champaign-Urbana in Illinois geboren und wuchs in der San Francisco Bay Area und in Montreal (Quebec) auf. Sie ist die Tochter von Shyamala Gopalan Harris (1938–2009), einer Brustkrebsforscherin, die 1960 aus Madras in Indien emigrierte, und von Donald J. Harris, einem jamaikanisch-amerikanischen Wirtschaftswissenschaftler und emeritierten Professor der Stanford University. Ihr Großvater mütterlicherseits, P. V. Gopalan (1911–1998), war Beamter der indischen Bundesregierung. Sie und ihre ältere Schwester Kamala wuchsen mit baptistischen und hinduistischen Glaubensrichtungen auf. Im Alter von acht Jahren überredete sie zusammen mit ihrer Schwester die Verwaltung ihres Wohnhauses, einen ungenutzten Hof als Spielplatz für Kinder zu öffnen. Mit 17 Jahren brachte sie ihr einziges Kind, Meena Harris, zur Welt. Sie erhielt 1989 ihren Bachelor of Arts an der University of California, Berkeley. In diesem Jahr schrieb sie sich an der Stanford Law School ein. Während ihrer Zeit in Stanford war sie aktiv am East Palo Alto Community Law Project beteiligt, wo sie als Co-Koordinatorin der Klinik für häusliche Gewalt und Co-Vorsitzende des studentischen Lenkungsausschusses tätig war.

## Karriere
Nach ihrem J.-D.-Abschluss an der Stanford Law School war Harris als Rechtsreferendarin für den Richter James Ware (* 1946) am United States District Court im nördlichen Bezirk von Kalifornien tätig. Im Jahr 1994 trat Harris in die Anwaltskanzlei Jackson Tufts Cole & Black, LLP in San Francisco ein, wo sie in Zivil- und Strafprozessen tätig war. 1997 ehrte die Abteilung für junge Anwälte der National Bar Association sie mit dem Junius W. Williams Young Lawyer of the Year Award. Im folgenden Jahr wurde sie vom San Francisco Daily Journal als eine der Top 20 Up and Coming Lawyers Under 40 (deutsch: Aufstrebende Anwälte unter 40) ausgezeichnet.
Harris lehrte als Rechtsprofessorin an der Rechtsfakultät der University of San Francisco. Außerdem lehrte sie Vertragsrecht am New College of California School of Law und an der Lincoln Law School of San Jose.
Anwaltschaft
Harris war Senior Associate bei PolicyLink, einem nationalen Forschungs- und Aktionsinstitut, das sich für mehr wirtschaftliche und soziale Gerechtigkeit einsetzt. In dieser Funktion organisierte sie Konferenzen über die Beziehung der Polizei zur Gesellschaft und setzte sich – u. a. als Autorin von Organized for Change: The Activist's Guide to Police Reform – für eine Polizeireform ein.
Harris diente als Exekutivdirektor der Nord-Kalifornischen Amerikanischen Bürgerrechtsunion (Northern California American Civil Liberties Union). In ihrer Rolle als Leiterin des größten Mitgliedsbüros der ACLU leitete und koordinierte Harris Rechtsstreitigkeiten, Medienbeziehungen, Lobbyarbeit und die Organisation der Arbeit an der Basis. „Die Prioritäten des Projekts sind die Beseitigung von Rassenunterschieden im Strafrechtssystem und das Erreichen von Bildungsgerechtigkeit in den öffentlichen Schulen Kaliforniens“. Im Jahr 2003 war Harris nordkalifornische Direktorin für No on 54, einer Kampagne gegen Proposition 54, mit der versucht wurde, positive Maßnahmen im Staat zu beenden.
Harris verfasste den Aufsatz Fostering Accountable Community-Centered Policing (deutsch: Förderung einer verantwortlichen, gemeinschaftszentrierten Polizeiarbeit), der 2006 in dem Buch The Covenant with Black America erschien.
Im Jahr 2012 war Harris Vizepräsidentin für Demokratie, Rechte und Gerechtigkeit bei der Ford Foundation. Eines der Themen, das sie aus ihrer Position heraus ansprach, war das Problem der Kinderheirat.
2016 war Harris eine von drei leitenden politischen Beraterinnen Hillary Clintons während ihrer Präsidentschaftskampagne.

## Familie
Maya Harris hat eine Tochter, die 1984 geborene Meena Harris. Diese machte 2006 ihren Abschluss in Stanford und 2012 an der Harvard Law School. 2020 veröffentlichte Meena über ihre Mutter und ihre Tante das Kinderbuch Kamala and Maya’s Big Idea.
Maya Harris ist seit Juli 1998 mit Tony West, der ebenfalls Anwalt ist, verheiratet. Maya und Tony waren beide in der Klasse von 1992 an der Stanford Law School. Maya und Tony wurden Freunde, begannen aber erst nach ihrem Abschluss eine Beziehung.

## Publikationen
- Making every vote count: reforming felony disenfranchisement policies and practices in California, mit der American Civil Liberties Union of Northern California, San Francisco, California: ACLU of Northern California, 2008 OCLC 1003052693
- A study of the potential impacts of teleworking, mit der  University of Waterloo, School of Urban and Regional Planning, Waterloo, Ontario: University of Waterloo, 1995 OCLC 640021255